# Середній Атлас

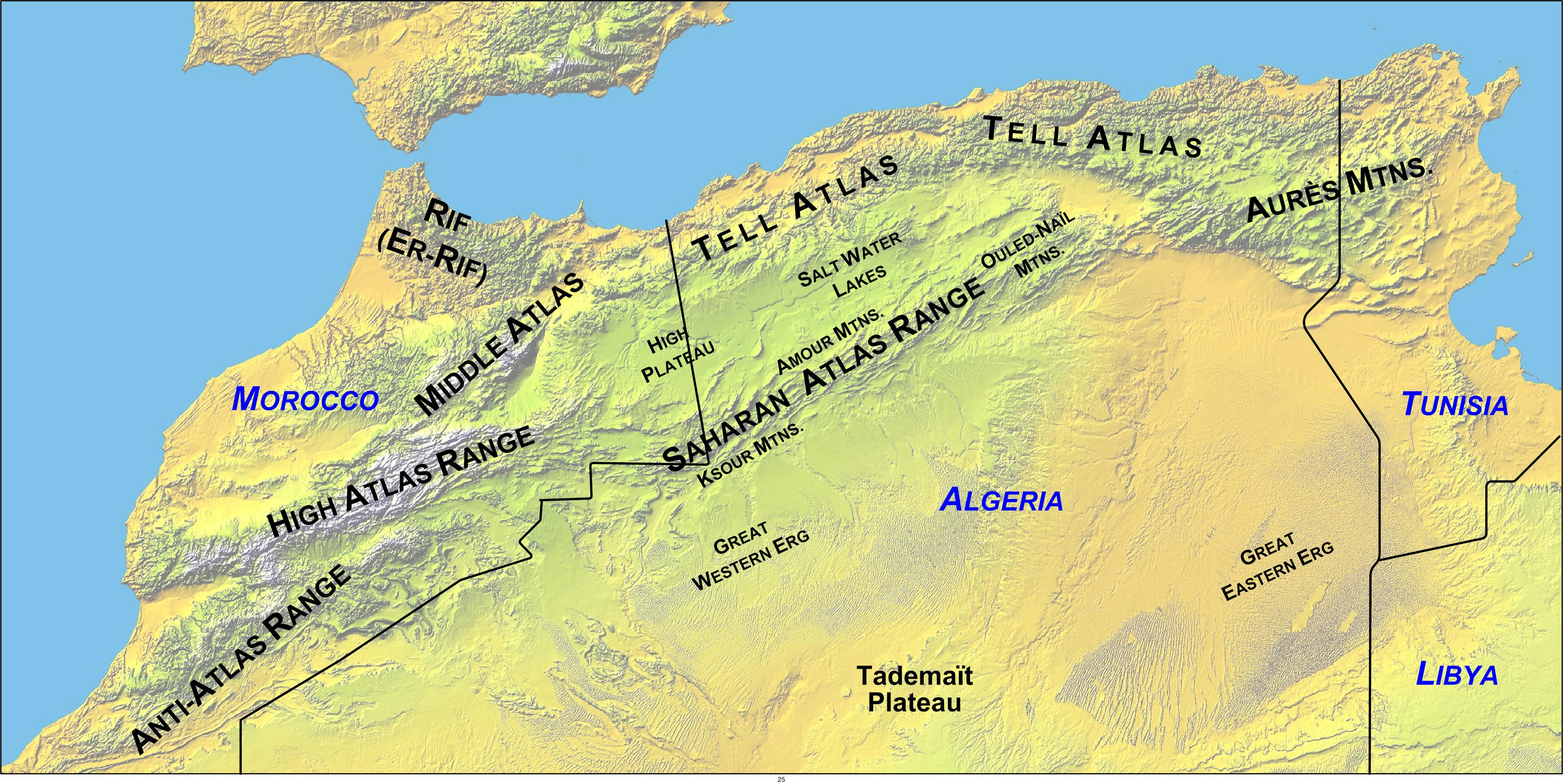
Мапа розташування хребтів системи Атлас

Середній Атлас (араб. الأطلس المتوسط) — гірський хребет в Марокко, входить у систему Атлаських гір. Спільно з іншими двома східними хребтами системи (Сахарський Атлас і Тель-Атлас) Середній Атлас обмежує велику область внутрішніх плато на північному сході Марокко і північному заході Алжиру. На південь від Середнього Атласу через долину річок Мулуя, Умм-ер-Рбія розташовується Високий Атлас, найвища гірське пасмо системи. З півночі Середній Атлас відділений від масиву Ер-Риф річкою Себу.
Середній Атлас складний переважно з вапняків і складається із складчастих хребтів висотою понад 3000 м (на сході) і столового плоскогір'я (на заході) висотою від 800 до 1000 м з карстовим рельєфом, яке переходить у Марокканську Месету.
Сніговий покрив гір вище 2000 м зберігається до 5 місяців на рік, а в зимовий період може опускатися до 600 м над рівнем моря. Завдяки наявності снігу в місті Іфран існує гірськолижний курорт Мішліфен. Верхній пояс отримує велике число опадів (понад 800 мм), на зволожуваних схилах ростуть кедрові ліси, а на сухіших — сандаракове дерево і ялівці.
У східній частині хребта розташований національний парк Таззека, створений у 1950, площа — 137,37 км². Ще один національний парк Іфран — знаходиться між Хеніфра і Іфраном.
У районі хребта розташовані міста Фес, Мекнес і Бені-Меллан, в гірських районах проживають берберські племена. Середній Атлас перетинає основні дороги, що йдуть від Фесу на південь країни, до оаз Тафілалет.

## Гідрографія
З Середнього Атласу стікають найдовші річки Марокко, води яких інтенсивно використовуються для зрошення. На річках побудовані водосховища.
- Себу — площа басейну приблизно 40 тис. км², впадає в Атлантичний океан
- Умм-ер-Рбія — площа басейну приблизно 35 тис. км², впадає в Атлантичний океан
- Бу-Регрег — площа басейну приблизно 10 тис. км², впадає в Атлантичний океан
- Мулуя — живеться зі схилів Середнього і Високого Атласу, площа басейну приблизно 74 тис. км², впадає в Середземне море

У горах Середнього Атласу також знаходиться безліч агельмамів — невеликих безстічних озер на висоті 1200—2200 м над рівнем моря (Сіді-Алі, Азіза, Афеннурір, Абахай тощо).